# Shinji Ikari
Shinji Ikari (碇 シンジ Ikari Shinji?) es un personaje ficticio creado por Gainax y diseñado por Yoshiyuki Sadamoto, protagonista de la franquicia de Neon Genesis Evangelion. Shinji es un joven que fue abandonado cuando era pequeño por su padre, Gendō Ikari, quien le dejó bajo la custodia de un profesor. Su padre posteriormente se contacta con él y le pide que pilotee un robot humanoide llamado Evangelion-01,  con el fin de proteger la ciudad de Tokio-3 de criaturas conocidas como los ángeles, las cuales amenazan con destruir a la humanidad.
Shinji se convierte en el piloto del EVA-01 y durante su estadía en Tokio-3, logra hacer amigos y crece como persona. Su talento para pilotear y sincronizarse con la unidad 01 le ha valido la alabanza de los comandantes de NERV, organización que dirige su padre. Su duro deber como piloto y los crueles acontecimientos a los que se ve expuesto son la principal causa de su sufrimiento, física y sobre todo, psicológicamente. Tanto es así, que en un punto de su vida Shinji comienza a confrontar a su yo interior, a cuestionar su existencia, su función social y decidir su propio camino, así como también a formular argumentos y preguntas sobre la vida y la realidad que le rodea. 
La representación de Shinji difiere dependiendo de los medios en los que se le representa, tal como en la adaptación oficial al manga, donde es descrito desde el punto de vista del autor, Yoshiyuki Sadamoto, así como en otras series spin-off derivadas de la franquicia. Shinji se ha hecho un personaje muy popular entre los fanáticos, habiendo aparecido y encabezado múltiples encuestas y rakings. Nick Verboon de Unreality Mag, declaró que «el protagonista Shinji es uno de los personajes más matizados, populares y relacionables en la historia del anime».

## Concepción

Hideaki Anno, creador de Evangelion y en cuya persona se basa el personaje de Shinji Ikari.

El director y creador de la franquicia, Hideaki Anno, describió a Shinji Ikari como un niño que «huye del contacto humano y se ha convencido de que es una persona completamente innecesaria, tanto que ni siquiera puede pensar en suicidarse». Anno también describe a Shinji y Misato Katsuragi como personajes «extremadamente temerosos de ser heridos» e «inadecuados —pues carecen de actitud positiva— para ser lo que la gente llama héroes en esta aventura». Shinji no es el típico héroe estereotipado, sino que se caracteriza por la falta de energía y emoción que muestra, en lugar de centrarse en el heroísmo o la valentía.
Sufre de Complejo de Edipo, el cual es caracterizado como un conflicto libido-destrudo a lo largo de la historia. La relación de Shinji con su Evangelion y su condición de piloto es muy ambivalente; la serie entera puede ser vista como una bildungsroman (novela de aprendizaje) que gira alrededor de Shinji.

"Miren a Shinji. ¿Por qué continúa luchando como un piloto de EVA? La historia sigue cambiando. Dijo que es porque todo el mundo le dice que lo haga. Porque sólo él puede hacerlo. Porque tiene que hacerlo para salvar a la humanidad. Son verdaderamente sentimientos nobles y desinteresados, y Shinji creía que esas razones eran genuinas. Incorrecto; quería que su padre lo aprobara. Que le dijese que era un buen chico. Que egoísta de él, realmente, para ser un ser humano."
Megumi Hayashibara, actriz de voz de Rei Ayanami, sobre el personaje de Shinji.

Shinji también es considerado como un álter ego o reflejo del creador de Evangelion. Anno se ha referido a la historia de la serie como una metáfora de su vida.
Fue nombrado como el cofundador de Gainax y amigo de Anno, Shinji Higuchi, nombre que puede traducirse "hombre y Dios" (shinjin). Su apellido, Ikari, significa "ancla" en japonés. El diseñador Yoshiyuki Sadamoto basó su diseño de Shinji en Nadia, personaje principal de la popular serie de Gainax, Fushigi no Umi no Nadia.
Megumi Ogata, la actriz de voz de Shinji, ha dicho que encontró la última escena de The End of Evangelion difícil de realizar. De acuerdo con sus palabras, Ogata se sintió tan abrumada por la emoción que literalmente "estranguló" a su compañera de reparto Yuko Miyamura, actriz de voz de Asuka, durante esa escena, lo que provocó que para Miyamura le fuera complicado decir sus líneas luego de eso. Ogata también considera a Shinji como uno de los papeles más memorables de su carrera.

## Apariciones

### Neon Genesis Evangelion
Shinji realiza su primera aparición en el episodio uno del anime, El ataque del Ángel, donde es convocado a la ciudad de Tokio-3 por su padre, el comandante Gendō Ikari. Sin el conocimiento de Shinji, su padre planeaba que su hijo pudiera servir como piloto de un robot humanoide llamado Evangelion-01. De mala gana y decepcionado por el hecho de que su padre solo había requerido de su presencia para pilotear el Eva, Shinji acepta y derrota a Sachiel, experimentando inicialmente dificultades en el manejo de la unidad 0-1. Después del ataque del ángel, Shinji es llevado a vivir con Misato Katsuragi y comienza a asistir a la escuela en Tokio-3, donde conoce a Tōji Suzuhara y Kensuke Aida, sus primeros amigos. Cuando el ángel Ramiel aparece e intenta destruir el cuartel general de NERV, Shinji y su compañera piloto, Rei Ayanami, trabajan juntos para destruir al Ángel. Shinji luego conoce a Asuka Langley Sōryū, una piloto que proviene de Alemania, y los dos derrotaron con éxito a Gaghiel.
Shinji, Rei y Asuka atacan al ángel Sahaquiel, arriesgando sus propias vidas en el proceso, y derrotan al ángel principalmente gracias a los esfuerzos de Shinji. Shinji más tarde obtiene la habilidad de sincronización suprema, haciendo que este se diera cuenta de que había nacido para pilotar al Eva y recibe elogios de los comandantes de NERV. Shinji, Rei y Asuka, son más tarde enviados a luchar contra el oscuro ángel Leliel, cuyo campo AT absorbe a Shinji a un universo paralelo. Shinji se enfrenta cara a cara al Ángel, enfrentamiento durante el cual también se enfrenta a su yo interior, formulando argumentos y preguntas filosóficas. Es brutalmente liberado del poderío del ángel a través de la intervención de Yui, cuya alma está dentro del Eva.
Luego del traumático incidente en el cual Shinji se ve obligado a luchar contra el Eva-03, unidad que estaba siendo controlada por el ángel Bardiel, mientras su amigo Toji aún estaba atrapado dentro, Shinji decide dejar Nerv. Sin embargo, pronto aparece el ángel Zeruel y decapita a las otras unidades EVA. Shinji entonces se da cuenta de que solo él puede derrotarlo y regresa a NERV. A medio camino de la batalla, la fuente de energía externa de la Unidad-01 se agota, haciendo que Shinji finalmente logre una relación de sincronización del 400% con su Evangelion, permitiéndole continuar su asalto y destruir al ángel. Sin embargo, Shinji es absorbido por el EVA y queda atrapado dentro de su núcleo durante un mes. En los episodios finales, Rei se sacrifica para salvar a Shinji y es revivida a través de uno de sus clones, Asuka enloquece y entra en un estado catatónico, mientras que Shinji entra en una profunda depresión.
Debido a la incapacidad de Asuka de pilotar, SEELE envía a un misterioso piloto de reemplazo llamado Kaworu Nagisa. El muchacho se gana rápidamente la confianza de Shinji, con el que forja una profunda relación sentimental. Sin embargo, Kaworu resulta ser el décimo séptimo ángel, Tabris, y toma posesión del EVA-02 sin pilotarlo e intenta alcanzar a Adán. Shinji lo persigue y lucha con el EVA-02 al que finalmente destruye, con Kaworu dándose cuenta de que en realidad no era Adán sino Lilith, y se niega a provocar el Tercer Impacto. Posteriormente le pide a Shinji que acabase con su existencia puesto que para él, quien estaba destinado a vivir para siempre, la muerte era la única libertad absoluta. A Shinji no le queda otra alternativa más que hacerlo, pero sufre el horror de tener que quitar la vida a la única persona que dijo que lo amaba. Un destrozado Shinji se lamenta con Misato, a quien le dice que «Kaworu dijo que me amaba. Yo lo ame también». Luego de la muerte de Kaworu, el estado mental de Shinji empeora.

### The End of Evangelion
En The End of Evangelion se continúa la historia Shinji donde se dejó en el episodio 24, retratando su caída en la depresión y su eventual pérdida de voluntad en querer seguir viviendo. Shinji permanece en un estado catatónico durante gran parte de la película, mientras que todos los oficiales de NERV, incluyendo Misato, son asesinados. Shinji decide pilotear el Eva para salvar a los que todavía están con vida, pero la liberación de baquelita ordenada por Misato accidentalmente bloquea su entrada a la Unidad-01. Posteriormente, al darse el inicio de la Complementación humana, Shinji en el interior del Eva-01, se enfrenta a la gigantesca figura de Lilith con la forma de Rei. Shinji lanza un grito de horror al verla, hasta que la criatura deja atrás la forma de Rei y toma la de Kaworu, quien afectuosamente recibe entre sus manos al EVA. Al verlo, Shinji de inmediato se relaja mientras entra en un estado de éxtasis, lo que permite continuar el proceso. Kaworu, junto a Rei, guían a Shinji en el proceso de Complementación humana mediante una serie de visiones oníricas al explorar su mente y alma, en cuyo universo se gesta la visión de la humanidad que conllevará a determinar el desenlace y final de la historia de Evangelion.

## Personalidad
"Shinji es un tipo normal, la clase de tipo normal que se puede encontrar en cualquier sitio. ¿Cómo podría haber reaccionado cuando de repente fue lanzado a una situación no normal? [...] Traté de imaginar estas cosas al igual que hago con todos mis papeles, pero luego me detuve. Y decidí que me gustaría simplemente sumergirme en la historia."
Megumi Ogata, actriz de voz de Shinji Ikari.

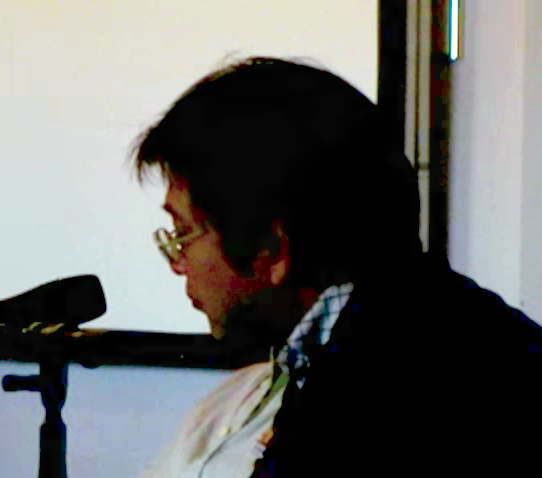
«[Quería] hacer un personaje innovador, sin ambiciones, el tipo de persona que se suicidaría, pero que no se atreve a hacerlo. Mi intención era crear un personaje melancólico que había renunciado a la vida». -Yoshiyuki Sadamoto, diseñador de personajes de Neon Genesis Evangelion.

El carácter de Shinji es sumamente complicado e introvertido, siendo un personaje inclinado a albergar numerosas dudas sobre el valor de su propia existencia, con pocos amigos y con baja autoestima, al punto de creer que no le agrada a nadie. Debido a su incapacidad para expresarse, continuamente evade la confrontación con otras personas y tiende a obedecer sin quejarse las órdenes que se le imponen. Hideaki Anno lo describió como un niño que huye del contacto con los demás, sumamente depresivo; es "un joven cobarde".
Se siente que ha sido abandonado por su padre, con el fin de convencerse a sí mismo de que es una persona completamente innecesaria, tanto es así que se mostró reacio a suicidarse". Asimismo, el dilema del erizo, un concepto descrito por el filósofo Arthur Schopenhauer y más tarde adoptado por Sigmund Freud, es el subtítulo del cuarto episodio y es mencionado por la Dr. Akagi para describir como se relaciona Shinji. Este personaje tiene mucha dificultad para relacionarse con otras personas. Uno de los temas fundamentales de Neon Genesis Evangelion es precisamente la comunicación interpersonal, por lo que, la representación de las relaciones de Shinji con otras personas es una parte integral de la trama de la serie.
El comportamiento de Shinji ante la perspectiva de pilotear un Eva se aleja enormemente de los actos convencionales que presentaría una persona con características heroicas; este solo accede a hacerlo mostrando una gran renuencia y después de haber expresado sus sentimientos y emociones negativas al respecto, tales como ira, miedo y vulnerabilidad. Shinji ni siquiera está familiarizado con el concepto de héroe, pues no está convencido de su papel como piloto o de su papel como un "luchador", preguntándose constantemente cuál es la razón que le llevó a pilotear el Eva a pesar del sufrimiento que ello conlleva. Estas dudas se presentan por primera vez en el duodécimo episodio del anime, y juegan un papel vital en el desarrollo de la trama de Evangelion. La actriz de voz de Shinji, Megumi Ogata, ha expresado que «Shinji es un muy extraño, debido a que no se comporta como un personaje de anime, sino que habla de una manera tranquila y reservada, como si repentinamente hubiera sido lanzado a un mundo de anime».
En cuanto a las relaciones interpersonales, Shinji tiende a adoptar un comportamiento pasivo, una actitud que le lleva a sufrir, sin ninguna determinación propia, la voluntad de los demás. Debido al abandono de su padre, se considera como un "tipo indeseable" y en varias ocasiones ha declarado que «Nadie me quiere, nadie se preocupa por mí». A su vez, Shinji es incapaz de sentir afecto por otra persona. A pesar de su deseo de ser aceptado y amado por otros, especialmente por figuras femeninas y su padre, sigue siendo esencialmente incapaz de aceptar el amor de los demás.

### Aspectos psicológicos
Uno de los aspectos psicológicos más destacados de Shinji, además del ya mencionado dilema del erizo, es su complejo de Edipo. Desde comienzos de la serie, se muestra una relación extremadamente conflictiva con su padre, Gendō, y un cierto interés en Rei Ayanami, quien es genéticamente un clon de su madre, Yui. Para Shinji, Rei representa tanto un potencial interés amoroso como una figura materna. En el episodio final de la serie, cuya historia se desarrolla en su totalidad dentro de la conciencia de Shinji, este dice las frases «A mi padre, gracias», «A mi madre, adiós», y «Y a todos los niños... ¡Felicidades!». Teniendo en cuenta este aspecto, la trama de Evangelion se analiza como una interpretación moderna y más compleja de la leyenda de Edipo, en la que el joven se siente amado y odiado al mismo tiempo por sus padres. Las dos primeras frases Shinji simbolizarían que fue "liberado" de su rivalidad con su padre, y liberado del deseo hacia su madre.

## Recepción
Shinji ha recibido a lo largo de los años la aclamación de la crítica por su faceta de personaje único; cuyos rasgos anti-heroicos le alejan de ser el típico héroe estereotipado. Ocupó el puesto número veinticinco en la primera lista de mejores personajes de anime del sitio web IGN. El editor Chris Mackenzie comentó que el personal de IGN lo amaba «no por lo que es, sino por lo que puede llegar a ser». En 2014, IGN lo clasificó como el mejor personaje de anime de todos los tiempos, acotando que Shinji es una «genuina obra de arte», y comentando que los héroes «a menudo son quienes queremos ser», y que «él [Shinji] fue quizás el personaje más emocionalmente fiel a la vida en la historia del anime». En una encuesta realizada por Newtype de marzo de 2010, Shinji fue votado como el personaje masculino más popular de la década de 1990. En las ediciones 19th y 20th del Animage Grand Prix, fue calificado como el mejor personaje masculino del año.
Pete Harcoff, de Anime Critic, dio una opinión positiva de Neon Genesis Evangelion, pero mantuvo una visión negativa del personaje de Shinji, afirmando que Shinji fue "ineficaz y decepcionante de ver". El papel de Shinji en las películas de Rebuild of Evangelion obtuvo una mejor respuesta al observarse un aspecto de este más amable y amigable con otros personajes, en contraste con su papel mostrado en la serie de televisión.
Spike Spencer, el actor de voz de Shinji en inglés, ha recibido elogios por su papel, particularmente por su actuación en The End of Evangelion. Mike Crandol de Anime News Network elogió los matices sutiles que Spencer trajo al papel, debido a que sentía que Spencer había mejorado en sus actuaciones anteriores, donde tendía a parodiar la agitación interna de Shinji. Pete Harcoff, aunque aún crítico con el personaje de Shinji, también felicitó a Spencer, afirmando que tuvo una sólida actuación como este.

### Relación con Kaworu
La relación entre Shinji y Kaworu Nagisa ha sido un tema persistente de debate entre los fanáticos de Evangelion desde los tiempos de la serie original, comúnmente interpretándose como un interés romántico de naturaleza homosexual. En el vigésimo cuarto episodio de la serie, El último mensajero, se muestran escenas en las cuales ambos muchachos disfrutan de la compañía del otro, duermen y se bañan juntos, y una confesión de amor por parte de Kaworu. En el guion original del episodio, estaba programado realizar una escena con ambos personajes nadando en un río, seguida de otra en la que tocarían juntos el chelo y el violín, y finalmente una escena de beso, pero terminaron por ser vetadas por el equipo de producción y las limitaciones de tiempo.
Cabe destacar que Kaworu fue el primer individuo que le mostró amor a Shinji, y también el primero a quien este último le abrió su corazón, incluso afirmando a Misato que «Kaworu dijo que me amaba. Yo lo ame también». Su relación sentimental con Kaworu fue tan fuerte hasta el punto en el que, después de su muerte, Shinji volvió a sumergirse en un profundo estado de depresión que provocó que se encerrase de nuevo en sí mismo. De acuerdo con el diseñador de personajes, Yoshiyuki Sadamoto, en ese momento particular de su vida, "Shinji no quería conseguir el amor de una chica, sino que en su lugar prefería recibir la aprobación de otro chico." Por su parte, el director de Sailor Moon, Kunihiko Ikuhara, ha dicho que «[Shinji] es intimidado por su padre, abofeteado por Ayanami y llamado un idiota por Asuka, mientras que Misato le ordena que se comporte como un hombre; no recibe mucha simpatía de los demás, y creo que en esa situación él único que le dice que todo está bien, es Kaworu».
Algunos de los actores de voz del elenco original también coinciden en que Shinji y Kaworu son una "pareja". Durante el evento The Symphony of Evangelion (1997) en el Bunkamura Orchard Hall en Japón, las seiyūs Megumi Hayashibara y Kotono Mitsuishi acordaron en que si Shinji era "Hikoboshi", entonces su "Orihime" sería Kaworu. Orihime y Hikoboshi son deidades japonesas, antiguos amantes cuyo encuentro platónico se celebra todos los años durante el festival de Tanabata. En el juego Neon Genesis Evangelion: Ikari Shinji Ikusei Keikaku, Shinji también puede desarrollar una relación con Kaworu y no únicamente con los personajes femeninos. 
En la película Evangelion: 3.0 You Can (Not) Redo, tercera entrega de la tetralogía Rebuild of Evangelion, se explora aún más la relación entre Shinji y Kaworu, y se muestra el aferró emocional de Shinji hacia Kaworu luego de perder todo lo que era importante para él. Tras la muerte de Kaworu, la cual ocurre ante sus propios ojos, Shinji cae en un estado mental lamentable, y al ser encontrado por Asuka no demuestra ningún tipo de voluntad.